# Horridohypnum mexicanum
Horridohypnum mexicanum är en bladmossart som beskrevs av William Russell Buck 1980 [1981. Horridohypnum mexicanum ingår i släktet Horridohypnum och familjen Sematophyllaceae. Inga underarter finns listade i Catalogue of Life.